# George Tenet

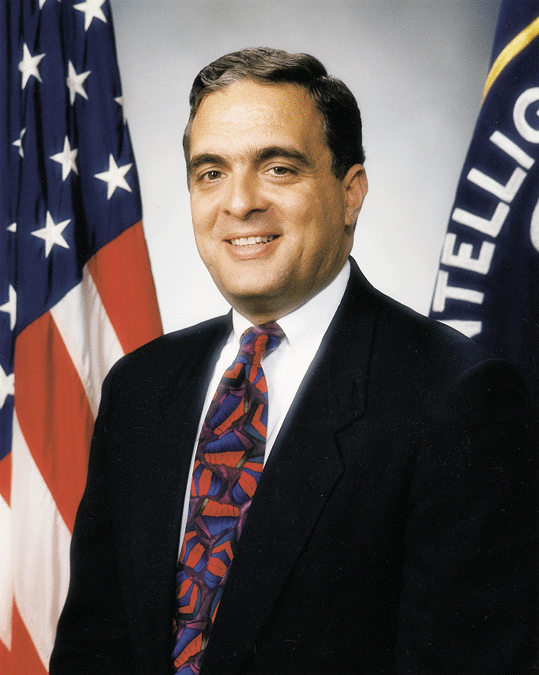
George Tenet

George John Tenet (ur. 5 stycznia 1953 w Nowym Jorku) – amerykański urzędnik, dyrektor Centralnej Agencji Wywiadowczej (CIA) w latach 1996–2004. Objął to stanowisko po rezygnacji Johna Deutcha, początkowo jako p.o. dyrektora, mianowany formalnie 17 lipca 1997 roku przez prezydenta Billa Clintona. Pełnił tę funkcję także podczas większości prezydentury George'a W. Busha (do 2004 r.).
Urodzony w Nowym Jorku, w robotniczej rodzinie imigrantów pochodzenia albańsko-greckiego, tam też rozpoczął swą edukację, uczęszczając do miejscowej szkoły publicznej i pracując w rodzinnym sklepie spożywczym. Wyższe wykształcenie uzyskał w takich uczelniach jak Georgetown University i Columbia University, gdzie uzyskał miano specjalisty ds. międzynarodowych.
W 1995 roku Tenet objął po admirale Williamie Studemanie stanowisko zastępcy dyrektora CIA, które sprawował do mianowania go dyrektorem. Zrezygnował 3 czerwca 2004 roku, lecz sprawował je jeszcze do 11 lipca 2004 roku oświadczając, że powodem jego rezygnacji są problemy personalne. Rezygnacja Teneta i jego zastępcy ds. operacyjnych, Jamesa Pavitta była wynikiem zmasowanej krytyki braku rzetelnych informacji wywiadowczych dotyczących zamiarów siatek terrorystycznych i ataków terrorystycznych z 11 września 2001 roku na World Trade Center i Pentagon oraz niedokładnego rozeznania rzeczywistych zasobów irackiej broni masowej zagłady. Administracja prezydenta Busha powoływała się na informacje dostarczone przez amerykański wywiad CIA usprawiedliwiając swoją decyzję inwazji na Irak. Stanowisko dyrektora CIA objął po nim jego dotychczasowy zastępca, John E. McLaughlin.
W 2018 filmie Vice w reżyserii Adama McKaya w postać Teneta wcielił się Stephen Adly Guirgis.